# Marie Crous

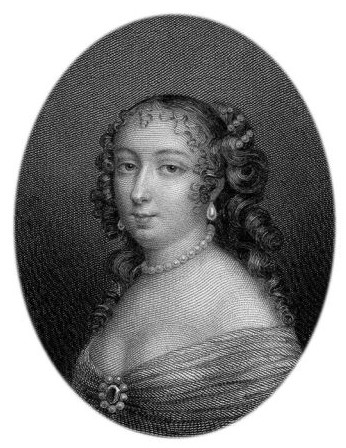
A duquesa d'Aiguillon, que era a patrocinadora de Marie Crous e patrocinou sua pesquisa.

Marie Crous (fl. 1641) foi uma matemática francesa. Ela introduziu o sistema decimal na França no século XVII.

## Biografia
De origem modesta, Marie Crous se tornou uma escritora e professora talentosa na Charlotte-Rose de Caumont La Force . 
Em 1641 ela publicou um estudo sobre o sistema decimal, que dedicou à "the saffron-tinted princess". Madame de Combalet, duquesa d'Aiguillon, sobrinha do Cardeal de Richelieu e um conhecido mecenato ; ela era amiga de Marin Mersenne . Contudo , Marie Crous nunca foi mencionada pelos notáveis membros de acadêmicos e cientistas dentro da ordem religiosa Católica Romana Mínima, que dominou a pesquisa científica na França durante aquele período e ela nunca foi reconhecida como uma mulher erudita. Seu trabalho, publicado por Simon Stevin, vai muito além do que era fornecido naquela época em manuais de cálculo. Ela escreveu:
Não se encontra outro livro que não seja este, onde ensine esta descoberta dedicada ao aprendizado, que exista devido ao cauteloso trabalho do seu humilde servo.
O seu trabalho introduziu duas inovações fundamentais: 
O ponto decimal (hoje chamado de virgule em francês) para separar a mantissa das partes decimais, e bem como o uso de um zero na parte decimal para indicar que uma casa está ausente. Ao fazer isso, ela deu forma aos números decimais atuais.
Talentosa tanto na escrita quanto na matemática, desenvolveu entre outras coisas dando como base para o desenvolvimento do método de Pestalozzi na qual ela chamou de divisão denominacional, que tem grande utilidade para os cálculos mentais, notadamente em sua aplicação na regra de três .

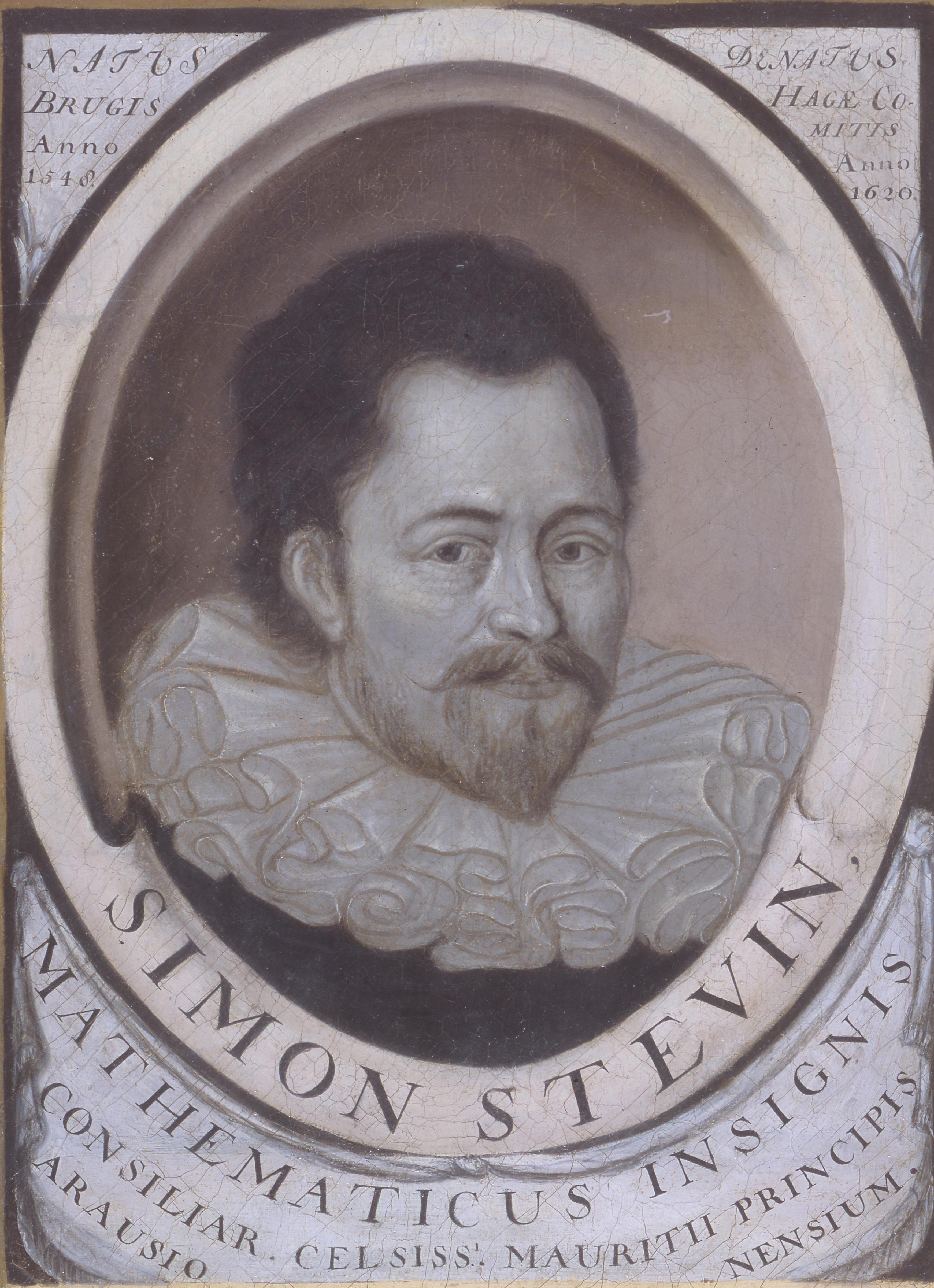
Simon Stevin

A obra de Crous (a primeira edição datada em1635-1636) começa com uma epístola para o seu nobre mecenato. Ela expressa gratidão por sua ajuda nestes termos:
Você sabe como, imitando o grande deus, erguer os simples e humildes (na qual eu confesso ingenuamente faço parte).
No entanto, ela não se atribuiu o mérito de suas próprias invenções.  No prefácio de seu Abrégé recherche (Resumo - da Pesquisa), Marie Crous garante que fez seu trabalho:

para dar consolo a moças como as que praticam essa ciência, tanto pela necessidade dos seus negócios quanto pela satisfação do seu espírito.
Em seu prefácio à Charlotte de Caumont, se referiu aos operários da construção em Paris, em que estavam naquele momento começando a substituir unidades de medida pré-métricas, como o toise (toiseur), por medidas em décimos como um sistema mais eficiente:
me parece que até os soberanos alteram a divisão de sua fortuna, de pesos e medidas, por causa dos "ausneur" e "toiseur" marcaram suas medidas em décimos do lado onde não tem suas leis mascadas...
A partir dessa perspectiva, Marie Crous forneceu uma base para o sistema métrico decimal. 